# UNICubeSAT
UniCubeSat-GG (сокр. англ. University CubeSAT — Gravity Gradient — Университетский кубический спутник — градиент гравитации) — итальянский ИСЗ, разработанный Римским университетом Ла Сапиенца с целью изучения влияния гравитации на поведение спутника, а также исследовать новую технологию развертки солнечных батарей. Первоначальная цель миссии была изменена в связи с заменой полезной нагрузки. Первоначально планировалось, что спутник будет заниматься измерением плотности термосферы с помощью баланса Брольо. Однако впоследствии полезная нагрузка была изменена на оборудование для измерения гравитационного градиента либрации.

## Цели миссии
Спутник преследует 2 цели:
- С помощью гравитационного градиента либрации спутника исследовать влияние орбитального эксцентриситета и гравитации на орбитальную нестабильность спутника. Обработка данных с бортового акселерометра и магнитометра будут обработаны наземной станции.
- Исследование новой технологии развёртки солнечных батарей для обеспечения питания полезной нагрузки. Данные телеметрии подтвердят увеличение производства электроэнергии после развёртки солнечных батарей. В дальнейшем эта технология будет использоваться для увеличения производительности полезной нагрузки спутников «CubeSat».

Эти цели были выбраны, так как являются предметами исследования группы разработчиков — обеспечение производительности полезной нагрузки спутников и орбитальная стабильность самих спутников.

## Конструкция
UniCubeSat является «CubeSat» спутником с внешними размерами 10 см х 10 см х 13,5 см. Внешние размеры соответствуют требованиям характеристик конструкции CubeSat. Имеет массу 1 кг. Слегка изменённая структура CubeSat объясняется габаритами основной полезной нагрузки — оборудованием стабилизации гравитационного градиента. Материал конструкции — аэрокосмический алюминий. Критическими элементами конструкции являются антенна и механизм развертывания батарей. Обе системы будут развернуты с помощью термопружин. Бортовой компьютер состоит из компонентов некоммерческой разработки (COTS).

### ADCS
ADCS ( (англ.) Attitude Determination and Control Subsystem) — Подсистема контроля и определения ориентации. Предназначена для управления развертываемыми системами и остальным бортовым оборудованием. Дублирование системы не предусмотрено. Данные измерений поступают от двух магнитометров и телеметрии солнечных батарей, система их, не обрабатывая, отправляет на Землю с помощью радиосвязи. Рабочий алгоритм оценки состояния — UF-метод, который больше подходит для задачи нелинейного движения спутника, чем расширенный кальмановский фильтр.

### EPS
EPS ( (англ.) Electric Power Subsystem) — Подсистема электропитания. Состоит из солнечных батарей TJ-класса, а также литий-ионных аккумуляторов. Солнечные батареи TASC ( (англ.) Triangular Advanced Solar Cell — треугольная расширенная солнечная батарея) изготовлены компанией Spectrolab. Эти солнечные батареи ставятся на каждой панели в четыре массива из четырех элементов. Для того, чтобы увеличить мощность, генерируемую солнечными элементами, каждая панель оснащена четырьмя батареями со всех сторон. Средняя мощность на орбите составляет ~ 4 Вт. Беспребойное питание обеспечивается космическим литий-ионным аккумулятором производства ClydeSpace (3,4 Ач). Управление питанием и защитой осуществляются контроллером производства ClydeSpace. Он обеспечивает максимальную производительность всех батарей и защищает аккумулятор от пониженного напряжения. Все батареи имеют встроенную защиту. Она представляет собой автоматы, размыкающие цепь при возникновении замыкания или перегрузки. При её срабатывании не требуется перезагрузки всех систем спутника. Система должна быть в состоянии обнаружить и отключение любой линии электропередачи, в которой обнаружена неисправность. Потеря одной пары клеток (то есть одной батареи в стеке) не повлияет на работу остальных батарей — питание по-прежнему будет поставляться в систему.

### OBDH
OBDH ( (англ.) On Board Data Handling and Communications) — Подсистема бортовой обработки и отправки данных. Состоит из специально разработанной печатной платы, на которой размещается микроконтроллер и другие микросхемы, необходимые для хранения, отправки, перевода данных, часы, обработчик заданий. Основу подсистемы OBDH является микроконтроллер из семейства MSP430 Texas Instruments. Это 16-битный RISC (Reduced Instruction Set Computer) — система с внутренней памятью и флэш-памятью, которая используется как накопитель памяти для данных телеметрии. Цифровые датчики подключены к MCU с использованием протокола I2C шине с MCU выступает в качестве основного, датчики подключаются в качестве вторичных. До двух UART (Универсальный асинхронный приемник/передатчик) коммуникационных портов могут быть зарезервированы для использования с полезной нагрузкой модулей Wi-Fi (Wireless Fidelity) — экспериментальной связи. Подсистема OBDH питается от CS-3UEPS2-NB шины, соединённой с контроллером питания ClydeSpace. Плата OBDH оснащена внутренним регулятором напряжения для того, чтобы обеспечить стабильное напряжение 3,3В на шине MSP430 (MCU).

### TCS
TCS ( (англ.) Thermal Control Subsystem) — Подсистема контроля температуры. TCS полностью пассивна. Космический аппарат может работать в диапазоне температур от −25 °C до +85 °C.

### Радиооборудование
Радиооборудование спутника использует стандарт передачи данных AMSAT в УКВ-диапазоне (437,305 МГц) со скоростью приёма/передачи данных 9,6 бит/с. Использование AX.25 2,0 коммуникационного протокола, модуляции: FSK / GSSK. Кроме того, используется один радиомаяк.

## Запуск
Запуск был осуществлён носителем «Вега» с космодрома Куру 13 февраля 2012 года в качестве вторичной нагрузки. Данные орбиты: Полярная орбита высотой 354 км х 1450 км, наклонение = 69,5 °, период обращения = 103 минут (14 оборотов/сутки). Около 75 % орбиты в солнечном свете.